# Marcello Varallo
Marcello Varallo (ur. 8 października 1947) – włoski narciarz alpejski. Jego najlepszym rezultatem na mistrzostwach świata było 5. miejsce w zjeździe na mistrzostwach świata w Val Gardena. Zajął także 10. miejsce w zjeździe na igrzyskach w Sapporo w 1972 r. Najlepsze wyniki w Pucharze Świata osiągnął w sezonie 1972/1973, kiedy to zajął 14. miejsce w klasyfikacji generalnej, a w klasyfikacji zjazdu był trzeci.

## Sukcesy

### Puchar Świata

#### Miejsca w klasyfikacji generalnej
- 1969/1970 – 41.
- 1971/1972 – 51.
- 1972/1973 – 14.
- 1973/1974 – 41.

#### Miejsca na podium
1. Val d’Isère – 10 grudnia 1972 (zjazd) – 3. miejsce
2. Garmisch-Partenkirchen – 6 stycznia 1973 (zjazd) – 2. miejsce
3. Garmisch-Partenkirchen – 7 stycznia 1973 (zjazd) – 2. miejsce